# 청동색관코박쥐
청동색관코박쥐(Murina aenea)는 애기박쥐과에 속하는 박쥐의 일종이다. 말레이시아에서만 발견된다.

## 특징
작은 박쥐로 전완장이 34~38mm, 꼬리 길이가 35~45mm이다. 발 길이는 7.6~8.2mm, 귀 길이는 13.5~15.5mm, 몸무게는 최대 8.5g이다. 등 쪽 털은 짙은 갈색을 띠고 털 끝이 황금색인 반면에 배 쪽은 좀더 밝은 색을 띠고 털 끝은 갈색빛 노랑이다. 주둥이는 좁고 가늘다. 눈이 아주 작고 귀는 타원형으로 서로 잘 분리되어 있다.

## 생태
울창한 풀 속에서 은신한다. 먹이는 곤충이다.

## 분포 및 서식지
태국과 말레이반도, 보르네오섬 사바주 지역의 3곳에 널리 분포한다. 딥테로카르푸스 숲과 구릉 지대에서 서식한다.